# Ian Alexander
Ian Alexander (nacido el 20 de abril de 2001) es profesional de la actuación estadounidense, se le conoce por sus papeles como Buck Vu en The OA, Lev en The Last of Us Part II y Gray Tal en Star Trek: Discovery.

## Primeros años y vida personal
Alexander nació en Salt Lake City, Utah, de padre estadounidense y madre vietnamita. Debido al trabajo de su padre con el Departamento de Defensa, su familia se mudó con frecuencia y ha vivido en lugares como Hawái, Japón y Washington D. C.. Durante la escuela primaria, participó en el teatro comunitario y el coro. Aunque se crio en una familia mormona, no es miembro participante y se considera agnóstico. Se declaró transgénero en 2014 y, a lo largo de su transición de género, se identificó como trans masculino mientras usaba exclusivamente los pronombres en inglés he/him. A finales de 2020, Alexander adoptó el uso de they/them, poco después se identificó como de género no binario y prefirió el uso de they/them mientras aceptaba el uso alternativo de he/him. Es pansexual.
Recibió atención viral en línea a través de su respuesta fotográfica a un incidente transfóbico perpetrado por cuatro estudiantes universitarios de UCLA.

## Carrera
El papel actoral debut de Alexander fue en The OA de Netflix, donde interpretó a Buck Vu. Buck, como Alexander, también es un joven transgénero vietnamita-estadounidense y se basó parcialmente en las experiencias reales de Alexander. Se le eligió a partir de un casting abierto en línea que se difundió a través de Tumblr. Más tarde fue elegido para el largometraje de 2018 Every Day, basado en el libro de David Levithan, interpretando a Vic, un adolescente trans en quien el espíritu "A" habita por un día. En octubre de 2017, Naughty Dog anunció que Alexander se había unido al elenco de The Last of Us Part II, la secuela de su popular videojuego. Interpretó a Lev, un personaje transgénero en el juego.
En junio de 2019, para conmemorar el 50 aniversario de los disturbios de Stonewall, lo que provocó el inicio del movimiento moderno por los derechos LGBTQ, Queerty lo nombró uno de sus Pride50: "individuos pioneros que aseguran activamente que la sociedad siga avanzando hacia la igualdad, la aceptación y la dignidad de todas las personas queer". Del mismo modo, Alexander fue una de las estrellas de portada de la edición del Orgullo Gay de 2019, "destacando a tres artistas queer en ascenso cuyo trabajo y vidas están abriendo nuevos caminos para la visibilidad LGBTQ+". En marzo de 2020, se anunció que Alexander protagonizaría la película independiente Daughter.
En septiembre de 2020, se anunció que Alexander se había unido al elenco de Star Trek: Discovery; interpreta al primer personaje transgénero interpretado por un actor transgénero en el canon de Star Trek. Alexander da voz a Tai, uno de los compañeros de clase de Lunella, en Moon Girl and Devil Dinosaur. Se revela que Tai no es binario en el episodio "Compruebe usted mismo", ya que Lunella se refiere a Tai usando los pronombres en inglés they/them.

## Filmografía
| Año       | Título                       | Papel                   | Notas                                   | Ref.   |
| --------- | ---------------------------- | ----------------------- | --------------------------------------- | ------ |
| 2016–2019 | The OA                       | Buck Vu and Michelle Vu | Serie de televisión; protagonista       | [ 2 ]  |
| 2017      | Déjà Vu                      | Lance                   | Cortometraje; coescritor                | [ 26 ] |
| 2018      | Cada día                     | Vic                     | Película                                |        |
| 2020      | The Last of Us Part II       | Lev                     | Videojuego; voz y captura de movimiento |        |
| 2020–2024 | Star Trek: Discovery         | Gray Tal                | Serie de televisión; recurrente         | [ 27 ] |
| 2022      | Daughter                     | Brother                 | Película                                | [ 28 ] |
| 2023      | Moon Girl and Devil Dinosaur | Tai                     | Voz; serie animada                      |        |